# Церква Святого Миколая (Бережани)
Миколаївська церква — дерев'яний храм у місті Бережани Тернопільської області, пам'ятка архітектури національного значення. Розташована в Адамівці — південній місцевості міста. Пам'ятка є яскравим прикладом архітектурних творів галицької школи дерев'яної архітектури.
Споруджена у 1691 році. У 1827 році церкву ремонтував будівничий Кісь Да[нило?], про що свідчить напис на північній стіні зрубу:
|  | Маистеръ Да: Кись // поправлєнѧ церкви // Рокγ Б[ожого]: 1827 // Андрєи // Спитко // рєєнт // іγбелєγсъ // бΥвъ // рокγ 1826 |

## Архітектура
Споруда дерев'яна, трьохзрубова, одноверха. У плані складається з квадратних нави, бабинця і п'ятигранної апсиди. Зруб нави вищий і більший за інших. Широке рятування  влаштоване на стовпчиках з підкосами і фігурних кронштейнах великого винесення.
У інтер'єрі стіни нави переходять у високий залом, а потім за допомогою плоского дна переводяться у світлову вісімку, яку підтримує зімкнуте зрубове зведення, зашите плафоном. Стіни залому укріплені сволоками. Апсида і бабинець перекриті рубаними сегментними зведеннями. Бабинець відкривається в неф високим отвором з коробчастою аркою, має хори в західній частині, освітлений двома невеликими прямокутними вікнами.
Зруби споруди не обшиті, завдяки чому прослідковуються характерні для народної архітектури будівельні прийоми — типи замків, вертикальні стискання, тиблі, фігурні випуски вінців і ін.

## Іконостас
Найімовірніше, в середині XVIII ст. автором різьби стулок царських врат, деяких колон, кивоту, фігурок на ньому, рам ікон бічних вівтарів був майстер із Жовкви Гнат Стобенський.
Припускають, що автором ікон були Василь Петранович разом з помічником Станіславом Отосельським — автори ікон схожого іконостасу у деканальній церкві Святого Миколая в Бучачі.